# Глутаминаза
Глутаминаза, также глутаминогидролаза (англ. glutaminase I, L-glutaminase, glutamine aminohydrolase, сокр. GLS) — фермент (КФ 3.5.1.2), из семейства амидогидролазы (класс гидролазы), который катализирует реакцию гидролитического расщепления молекул глутамина до глутамата и аммиака (точнее ионов аммония). Схема реакции: 
 + H2O →  + NH4+.
Глутаминаза имеет тканеспецифические изоферменты. Глутаминаза играет важную роль в азотистом обмене, в частности в регуляции и утилизации токсичного аммиака (посредством превращения его в мочевину). Глутаминазы обнаружены в нервных и глиальных клетках всех высших организмов и могут активироваться фосфатами и ионами кальция (Са2+).
Изоферменты глутаминазы у человека представлены в виде двух типов: 
- почечный тип или глутаминаза I (2-формы)
- печёночный тип или глутаминаза II (2-формы).

Глутаминаза I кодируется геном GLS1, который расположен на длинном плече (q-плече) 2-й хромосомы. Ген, кодирующий глутаминазу II — GLS2, локализован на длинном плече (q-плече) 12-й хромосомы.

## Структура
Структура глутаминазы была определена с помощью рентгеновской дифракции с разрешением до 1,73 Å (0,173 нм). В длину этот димерный белок состоит из 2 цепей, содержащих 305 аминокислотных остатков. На каждой цепи 23 % аминокислотного состава, или 71 остаток, приходится на 8 спиралей. Двадцать один процент, или 95 остатков, составляют 23 бета-листа.

## Тканевое распределение
Глутаминаза экспрессируется и активна в перипортальных гепатоцитах, где она синтезирует протонированный аммиак (ионы аммония NH4+), для дальнейшего его превращения в мочевину, как и глутаматдегидрогеназа. Глутаминаза также экспрессируется в эпителиальных клетках почечных канальцев, где образующийся аммиак выводится в виде ионов аммония. Эта экскреция ионов аммония является важным механизмом почечной регуляции кислотно-основного состояния. При хроническом ацидозе в почках индуцируется глутаминаза, что приводит к увеличению количества выделяемых ионов аммония. Глутаминазу можно обнаружить и в кишечнике, при этом печёночный портальный аммиак может достигать концентрации 0,26 мМ (по сравнению с аммиаком артериальной крови 0,02 мМ).
Одна из наиболее важных ролей глутаминазы — в аксональных терминалях нейронов центральной нервной системы. Глутамат — самый распространённый возбуждающий нейротрансмиттер в ЦНС. После высвобождения в синапсе для нейротрансмиссии глутамат быстро поглощается близлежащими астроцитами, которые превращают его в глутамин. Затем этот глутамин поступает в пресинаптические терминали нейронов, где глутаминазы превращают его обратно в глутамат для загрузки в синаптические везикулы. Хотя в мозге экспрессируются глутаминазы как "почечного" (GLS1), так и "печёночного" (GLS2) типа, GLS2, по имеющимся данным, существует только в клеточных ядрах нейронов ЦНС.

## Регуляция
АДФ — сильнейший адениновый нуклеотидный активатор глутаминазы. Исследования также показали, что АДФ снижает Km для глутамина и увеличивает Vmax. Они обнаружили, что эти эффекты ещё больше усиливаются в присутствии АТФ.
Конечный продукт реакции глутаминазы, глутамат, является сильным ингибитором реакции. Таким образом, изменения в глутаматдегидрогеназе, которая превращает глутамат в 2-оксоглутарат и тем самым снижает внутримитохондриальный уровень глутамата, являются важным механизмом регуляции активности глутаминазы.
Предполагается, что фосфат-активируемая митохондриальная глутаминаза (GLS1) связана с повышением метаболизма, снижением уровня внутриклеточных реактивных форм кислорода (АФК) и общим снижением окисления ДНК как в нормальных, так и в стрессовых клетках. Предполагается, что контроль GLS2 над уровнем АФК способствует "усилению возможности p53 защищать клетки от накопления геномных повреждений и позволяет клеткам выживать после лёгкого и поддающегося восстановлению генотоксического стресса".

## Изоферменты
У человека экспрессируются 4 изоформы глутаминазы. GLS1 кодирует 2 типа глутаминазы почечного типа с высокой активностью и низким Km. GLS2 кодирует 2 формы глутаминазы печёночного типа с низкой активностью и аллостерической регуляцией .

## Клиническое значение
Многие виды рака зависят от глутаминазы, поэтому ингибиторы глутаминазы были предложены в качестве средства лечения рака. Некоторые ингибиторы глутаминазы, такие как JHU-083, находятся в стадии клинических испытаний. В 2021 году было сообщено, что ингибитор GLS1 устраняет стареющие клетки из различных органов и тканей у пожилых мышей, облегчая возраст-ассоциированную дисфункцию тканей. Результаты свидетельствуют о том, что стареющие клетки зависят от глутаминолиза, и ингибирование глутаминазы I может быть перспективной стратегией для индуцирования сенолиза (гибель постаревших клеток) in vivo.